# Leggi di Grassmann
In colorimetria le leggi di Grassmann sono enunciati riguardo alla mescolanza dei colori; in particolare, riguardano la teoria dei tre colori primari di Maxwell. Furono enunciati da Hermann Günther Grassmann nel 1853.
Per Grassmann gli attributi primitivi del colore sono: 
- tinta (Farbenton);
- brillanza del colore (Intensität der Farbe);
- brillanza del bianco (Intensität des beigemischten Weiss);

mentre gli attributi derivati sono:
- brillanza totale = brillanza del colore + brillanza del bianco;
- saturazione = brillanza del colore / brillanza totale.

Le leggi di Grassmann sono le seguenti:
- Prima legge: una sensazione di colore è completamente specificata da tre grandezze: la tinta, la brillanza del colore e la brillanza del bianco.
- Seconda legge: se una luce varia con continuità, anche la sensazione di colore della mescolanza additiva con una seconda luce fissata varia con continuità.
- Terza legge: il risultato di una mescolanza additiva di colori dipende solo dal loro aspetto e non dalla loro composizione fisica.
- Quarta legge: l'intensità luminosa totale di una mescolanza additiva di colori è la somma delle intensità luminose dei colori mescolati.